# Frontière entre la Slovénie et l'Union européenne
La frontière entre la Slovénie et l'Union européenne était entre le 25 juin 1991, date d'indépendance de la Slovénie (l'UE était alors encore la Communauté économique européenne), et le 1er mai 2004, date d'adhésion de la Slovénie à l'Union européenne, la frontière délimitant les territoires voisins sur lesquels s'exerçait la souveraineté de la Slovénie ou de l'un des États alors membres de l'Union européenne.

## Historique

### 1991-1994
De son indépendance à la fin de l'année 1994, la seule frontière de la Slovénie avec l'UE était sa frontière avec l'Italie.

### 1995-2004
À partir du 1er janvier 1995, cette frontière s'est agrandie de la frontière austro-slovène.

### Depuis 2004
À la suite de l'adhésion de la Slovénie à l'Union européenne le 1er mai 2004, cette frontière a disparu et n'existe donc plus depuis lors.